# Dread (Band)
Dread war eine US-amerikanische Thrash-Metal-Band aus Albuquerque, New Mexico, die im Jahr 2007 gegründet und 2011 wieder aufgelöst wurde.

## Geschichte
Die Band wurde Mitte des Jahres 2007 von Taylor Dread gegründet. Die ersten zwei Jahre galt die Band als Ein-Mann-Projekt, bis Dread auf Gitarrist Antonio Camarena traf. Als Schlagzeuger kam James Gonzales zur Band. Taylor spielte nun nur noch die E-Gitarre und übernahm den Gesang. Die Band spielte ihren ersten Auftritt am 30. November 2008. Etwas später kam Gitarrist Mikey Armijo zur Band, sodass Dread nur noch den Posten des Sängers einnahm. Als Bassist kam Matt zur Band. Ihren ersten Auftritt in dieser Besetzung spielte die Band am 30. Januar 2009. Einige Wochen später verließ Bassist Matt die Band wieder und wurde durch Joseph Chavez ersetzt. Danach spielte die Band auf dem Thrashageddon in Albuquerque zusammen mit Bands wie Fueled by Fire, Merciless Death, Armored Assassin, Avenger of Blood, Ultimatum, Torture Victim und Suspended. Kurz nach dem Auftritt nahm die Band ihr erstes Demo namens Slay the Kings auf. Danach nahm die Band einen weiteren Tonträger auf namens Tuck You Into Death, der anfänglich ihr Debütalbum werden sollte. Jedoch entstand aus den Aufnahmen nicht genug brauchbares Material, sodass es nur für eine EP reichte, die nie veröffentlicht wurde. Einige Monate später kam Matt "Sloth" Garcia als neuer Bassist zur Band. Im Jahr 2010 wurde das Album Brace for Destruction über Nightforce Records veröffentlicht.
Im Jahr 2011 löste sich die Band wieder auf.

## Diskografie
- Brace for Destruction (Album, 2010, Nightforce Records)